# Большая Озёрная
Большая Озёрная — река в России, протекает в Очёрском районе Пермского края. Устье реки находится в 3,1 км по левому берегу реки Малая Озёрная. Длина реки составляет 11 км. 
Исток реки в лесах в урочище Субботино в 14 км к северо-востоку от посёлка Павловский. Река течёт на юг, в среднем течении протекает деревни Боронники и Сыромотино. Впадает в Малую Озёрную незадолго до впадения той в Павловский пруд на Очёре у посёлка Павловский.

## Данные водного реестра
По данным государственного водного реестра России относится к Камскому бассейновому округу, водохозяйственный участок реки — Кама от Камского гидроузла до Воткинского гидроузла, речной подбассейн реки — бассейны притоков Камы до впадения Белой. Речной бассейн реки — Кама.
По данным геоинформационной системы водохозяйственного районирования территории РФ, подготовленной Федеральным агентством водных ресурсов:
- Код водного объекта в государственном водном реестре — 10010101012111100014455
- Код по гидрологической изученности (ГИ) — 111101445
- Код бассейна — 10.01.01.010
- Номер тома по ГИ — 11
- Выпуск по ГИ — 1